# Le Prince des voleurs (film)
Pour l’article homonyme, voir Le Prince des voleurs.
Pour plus de détails, voir Fiche technique et Distribution.
Le Prince des voleurs (The Prince of Thieves) est un film américain réalisé par Howard Bretherton, sorti en 1948.

## Synopsis
Messire Allan Claire de retour des croisades où il a côtoyé le Roi Richard est sur le point d'épouser Lady Christabel. Alors qu'il traverse la Forêt de Sherwood avec sa sœur Lady Marian, il est attaqué par Robin des Bois et ses compagnons. Ce dernier reconnaît le noble seigneur et décide de l'aider à délivrer Lady Christabel. En effet, pour des raisons politiques, elle est promise à un autre seigneur avide de pouvoir et de la fortune du père de Christabel.

## Fiche technique
Source principale de la fiche technique :
- Titre : Le Prince des voleurs
- Titre original : The Prince of Thieves
- Réalisation : Howard Bretherton
- Scénario : Maurice Tombragel et adapté par Charles H. Schneer
- Direction artistique : Paul Palmentola
- Décors : Sydney Moore
- Musique : Mischa Bakaleinikoff
- Photographie : Fred Jackman Jr.
- Son : Jack A. Goodrich
- Montage : James Sweeney
- Production : Sam Katzman
- Société de production : Columbia Pictures
- Distribution :
  -  États-Unis : Columbia Pictures
  -  Canada : Europa Films
- Budget :
- Pays de production :  États-Unis
- Format : Couleur (Cinecolor) - Son : Monophonique (Western Electric Mirrophonic Recording) - 1,37:1 - Format 35 mm
- Genre : aventure
- Durée : 72 minutes
- Date de sortie :
  - États-Unis : 17 juin 1948

## Distribution
Source principale de la distribution :
- Jon Hall : Robin Hood
- Patricia Morison : Lady Marian Claire
- Adele Jergens : Lady Christabel
- Alan Mowbray : Le Frère
- Michael Duane : Sir Allan Claire
- H.B. Warner : Gilbert Head
- Lowell Gilmore : Sir Phillip